# Linia dyspersyjna
Linia dyspersyjna – przyrząd elektroniczny lub algorytm komputerowy opóźniający sygnał w obwodzie zależnie od częstotliwości tegoż sygnału. 
Efektem działania linii dyspersyjnej jest rozdzielenie w dziedzinie czasu składowych sygnału o różnych częstotliwościach.